# Cupid and Three
Cupid and Three è un cortometraggio muto del 1913. Il nome del regista non viene riportato nei credit della farsa che, prodotta dalla Essanay Film Manufacturing Company e distribuita negli Stati Uniti dalla General Film Company, aveva come interpreti Ruth Hennessy e Dolores Cassinelli.

## Trama
La bella Celia diventa gelosa quando vede Ben, uno dei suoi corteggiatori, uscire con un'altra ragazza. In realtà, si tratta di Arthur, l'altro suo spasimante che, per vendicarsi del fatto che lei gli preferisca Ben, si è travestito con gli abiti di sua sorella e si fa passare per donna. Celia diventa sempre più gelosa quando, in una sala da tè, vede la fotografia del suo innamorato con la donna del pomeriggio.

## Produzione
Il film fu prodotto dalla Essanay Film Manufacturing Company.

## Distribuzione
Distribuito negli Stati Uniti dalla General Film Company, il film - un cortometraggio a una bobina - uscì nelle sale cinematografiche il 29 ottobre 1913.